# Samuel Sigmund Rosenstein

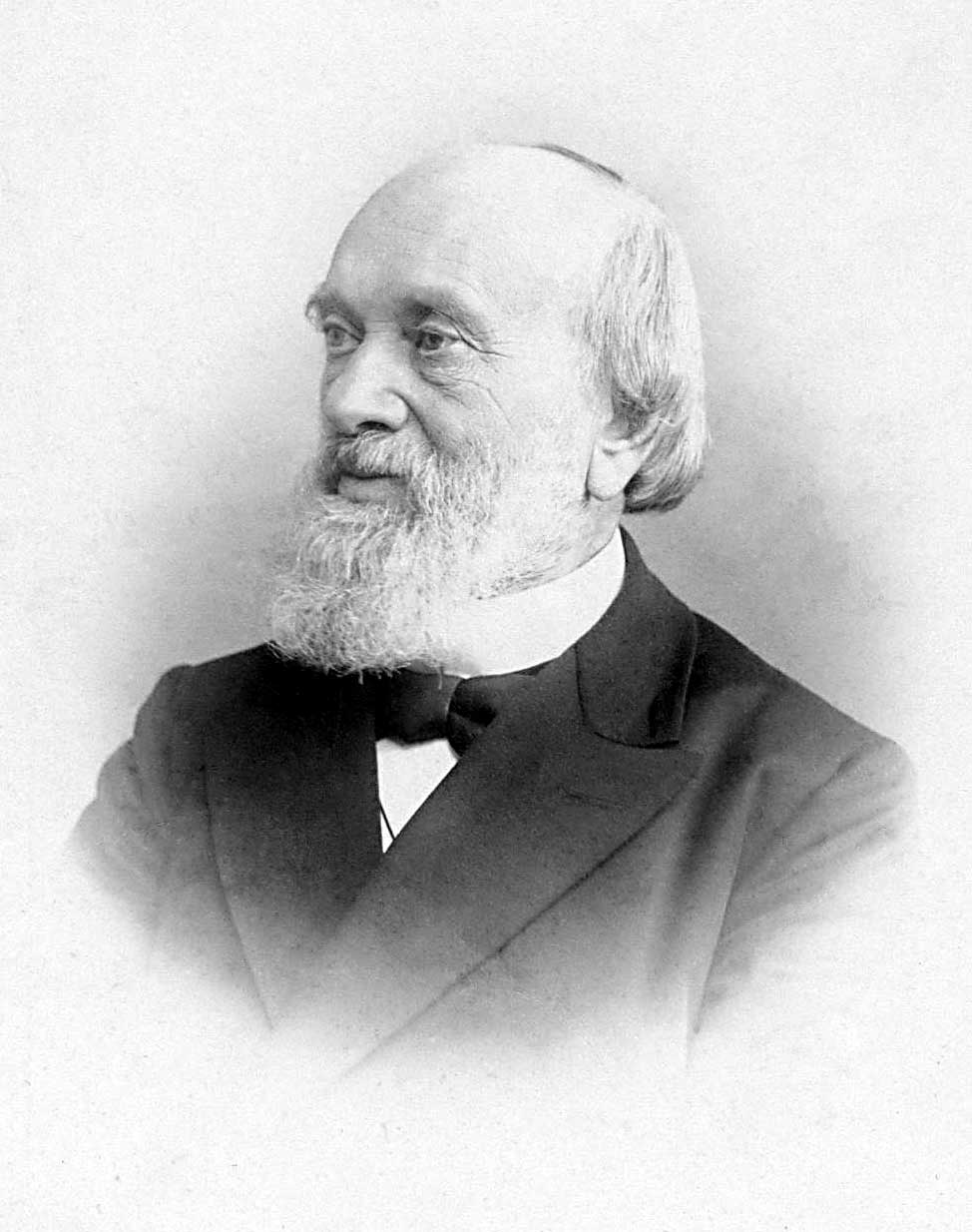
Samuel Sigmund Rosenstein

Samuel Sigmund Rosenstein (* 20. Februar 1832 in Berlin; † 31. Januar 1906 in Den Haag) war ein deutscher Mediziner.

## Leben
Samuel Sigmund wurde als Sohn des Rabbiners Elchanan (Elkan) Rosenstein (* 10. Januar 1796 in Chodzież/Südpreußen; † 14. Januar 1869 in Berlin) und dessen erster Frau Rachel (1798–1832) geboren. Er besuchte das Friedrichswerdersches Gymnasium seiner Geburtsstadt und bezog 1850 die Friedrich-Wilhelms-Universität Berlin. Hier hatte er anfänglich ein Studium der Philosophie unter Friedrich Adolf Trendelenburg absolviert. Später verlegte er sich auf die medizinischen Wissenschaften, wobei Rudolf Virchow, Johann Lukas Schönlein, Ludwig Traube und Bernhard von Langenbeck seine prägenden Lehrer wurden. Am 25. August 1854 promovierte er mit der Arbeit De cyclopia inter animalia observata zum Doktor der Medizin.
1856 wurde er Assistenzarzt am Krankenhaus in Danzig und ließ sich 1858 als Arzt in Berlin nieder. 1863 habilitierte er sich als Privatdozent in seiner Heimatstadt und wurde am 2. November 1865 zum Professor der Medizin, Pathologie und Rechtsmedizin an der Universität Groningen berufen. Diese Aufgabe übernahm er mit der Rede Ueber die Beziehungen zwischen Wissenschaft und Praxis in der Medicin mit Rücksicht auf die Aufgabe der Klinik. Zudem beteiligte er sich hier auch an den organisatorischen Aufgaben der Hochschule und war 1870/71 Rektor der Alma Mater. Am 7. Januar 1873 wurde er als Professor der Medizin und Pathologie an die Universität Leiden berufen, welche Aufgabe er am 2. Mai 1873 mit der Rede Het tegenwoordig karakter der geneeskunde (Leiden 1873) übernahm. Hier wurde er 1887/88 ebenfalls Rektor der Alma Mater, wozu er bei der Niederlegung des Amtes die Rede Over de moleculare ontwikkeling van de eind. cellen in het menschlijk organismus hielt. Am 23. September 1902 wurde er aus Altersgründen emeritiert.
Rosenstein der auch Leibarzt des Königs Willem III war, erhielt zahlreiche Auszeichnungen. So wurde er Kommandeur des Ordens vom niederländischen Löwen, Kommandeur des Goldenen Löwen von Nassau, vom deutschen Kaiser Wilhelm II. erhielt er 1902 den roten Adlerorden 3. Klasse und das Ehrendoktorat der juristischen Fakultät der University of Edinburgh. Er war Ehrenmitglied der Doktorengesellschaft in Groningen, Mitglied der Naturkundigen und medizinischen Gesellschaft in Amsterdam, Korrespondierendes Mitglied des Vereins für Innere Medizin in Berlin und Honorarmitglied der königlichen Akademie der Medizin von Belgien.

## Familie
Rosenstein war mit Frederika Morwitz (* 1835 in Danzig; † 15. Oktober 1893 in Leiden) verheiratet. Aus der Ehe kennt man die Kinder:
- Anna Rachel Rosenstein (* 1. März 1867 in Groningen),
- Paul Heinrich Rosenstein (* 22. August 1868 in Groningen), später Arzt in Den Haag
- Louise Theodora Rosenstein (* 22. August 1868 in Groningen)
- Gertrud Jacoba Rosenstein (* 18. September 1870 in Groningen; † 2. Februar 1904 in Leiden), welche am 15. April 1897 in Leiden Dr. med. in Köln Alfred Leopold Oppenheim (* 22. Mai 1863 in Köln) heiratete.

## Werke (Auswahl)
- Die Pathologie und Therapie der Nierenkrankheiten. Berlin 1863, 1870, 1886, 1894. (Inhaltsverzeichnis auf: books.google.de)
- Die Krankheiten des Endocardium. In: Zwiemssen's _Handbuch der spec. Pathologie. Bd. VI (21. Aufl. 1879)
- Ueber den Zusammenhang von Herz und Nierenkrankheiten. In: Virchovs Archiv.
- Ueber die Aetiologie der parenchym Nephritis. In: Virchovs Archiv.
- Ueber Diabetes mellitus. In: Virchovs Archiv.
- Ueber Epilepsia saturnina. In: Virchovs Archiv.
- Ueber Tuberculose der Harnorgane. In: Berliner klinische Wochenschrift.
- Zur Lehre vom Pulsus bigeminus. In: Berliner klinische Wochenschrift.
- Zur Kenntniss der primären Meningitis cerebri simplex. In: Berliner klinische Wochenschrift.
- Zur Theorie des Herzstosses. In: Deutsches Archiv für klinische Medizin.